# Странствия Франца Штернбальда
«Странствия Франца Штернбальда» (нем. Franz Sternbalds Wanderungen) — роман немецкого писателя Людвига Тика, опубликованный в 1798 году. Считается воплощением идеалов йенского романтизма.

## Содержание
Действие романа происходит в XVI веке. Главный герой — художник, любимый ученик Альбрехта Дюрера, который отправляется в Италию и во время путешествия полностью меняет своё мировоззрение.

## Восприятие и значение
«Странствия Франца Штернбальда» стали наиболее ярким «воплощением идеалов йенского романтизма». Его высоко оценили братья Шлегель, художник Филипп Отто Рунге.
Исследователи отмечают явное влияние Сервантеса (особенно во второй части романа).